# Le Fresne-sur-Loire
Le Fresne-sur-Loire è un comune francese soppresso e frazione del dipartimento della Loira Atlantica nella regione dei Paesi della Loira. Dal 1º gennaio 2016 si è fuso con il comune di Ingrandes per formare il nuovo comune di Ingrandes-Le Fresne sur Loire, passando così nel dipartimento del Maine e Loira.

## Società

### Evoluzione demografica
Abitanti censiti